# 诺娃·佩里斯
诺娃·佩里斯（英語：Nova Peris，1971年2月25日—），澳大利亚女子曲棍球、田径运动员。她曾代表澳大利亚参加1996年和2000年夏季奥林匹克运动会，其中1996年奥运会获得一枚金牌。